# Arabesque (singolo)
Arabesque è un singolo dei Rondò Veneziano del 1987 pubblicato in Francia dalla Baby Records. Il brano è tratto dall'album omonimo.

## Il disco
Il logo è stato creato da Enzo Mombrini ed Erminia Munari, la copertina è stata disegnata da Angus McKie.

## Tracce
1. Arabesque (Gian Piero Reverberi e Laura Giordano) - 3:05